# Округ Наваро (Тексас)
Округ Наваро (енгл. Navarro County) је округ у америчкој савезној држави Тексас. По попису из 2010. године број становника је 47.735.

## Демографија
Према попису становништва из 2010. у округу је живело 47.735 становника, што је 2.611 (5,8%) становника више него 2000. године.
| Група             | 2000.          | 2010.          |
| Белци             | 29.596 (65,6%) | 28.587 (59,9%) |
| Афроамериканци    | 7.577 (16,8%)  | 6.606 (13,8%)  |
| Азијати           | 214 (0,5%)     | 253 (0,5%)     |
| Хиспаноамериканци | 7.113 (15,8%)  | 11.345 (23,8%) |
| Укупно            | 45.124         | 47.735         |